# Sean Couturier
Sean Gerald Couturier [šón kuturjé] (* 7. prosince 1992, Phoenix, Arizona) je kanadský hokejový útočník hrající v týmu Philadelphia Flyers v severoamerické lize National Hockey League. Hraje na pozici středního útočníka (centra). V sezóně 2019/20 se stal vítězem Frank J. Selke Trophy za nejlépe bránícího útočníka.

## Reprezentační kariéra
Zúčastnil se Mistrovství světa juniorů 2011 v USA, kde kanadští hráči získali stříbrné medaile.
Reprezentoval Kanadu na Mistrovství světa 2015 v České republice, kde získal zlatou medaili.
V roce 2016 dostal pozvánku, na blížící se ročník Světového poháru, aby reprezentoval tým Severní Ameriky do 23 let.  Zároveň byl, na tomto turnaji, jmenován náhradním kapitánem spolu s Aaronem Ekbladem.  Nakonec se tým Severní Ameriky umístil na 5. místě.
29. dubna 2019 byl Couturier umístěn do soupisky týmu Kanady pro Mistrovství světa 2019 konané na Slovensku.  10. května 2019 byl spolu s Markem Stonem jmenován náhradním kapitánem mužstva.  Couturier pomohl Kanadě postoupit do play-off a dosáhl svého třetího finále v řadě, kde však Kanada prohrála s Finskem a získala stříbrné medaile.  Na tomto turnaji dokázal, za 10 utkání, nasbírat 1 gól a 3 asistence.
Ze zdravotních důvodů vynechal celou sezónu 2022/23. V únoru 2024 byl zvolen 20. kapitánem v historii Letců.

## Statistiky

### Klubové statistiky
| Sezóna      | Klub                     | Soutěž      |     | Základní část | Základní část | Základní část | Základní část | Základní část |    | Play off | Play off | Play off | Play off | Play off |
| Sezóna      | Klub                     | Soutěž      | Z   | G             | A             | B             | TM            | Z             | G  | A        | B        | TM       |          |          |
| 2008–09     | Drummondville Voltigeurs | QMJHL       | 58  | 9             | 22            | 31            | 24            | 19            | 1  | 7        | 8        | 8        |          |          |
| 2009–10     | Drummondville Voltigeurs | QMJHL       | 68  | 41            | 55            | 96            | 47            | 14            | 10 | 8        | 18       | 18       |          |          |
| 2010–11     | Drummondville Voltigeurs | QMJHL       | 58  | 36            | 60            | 96            | 36            | 10            | 6  | 5        | 11       | 14       |          |          |
| 2011–12     | Philadelphia Flyers      | NHL         | 77  | 13            | 14            | 27            | 14            | 11            | 3  | 1        | 4        | 2        |          |          |
| 2012–13     | Adirondack Phantoms      | AHL         | 31  | 10            | 18            | 28            | 16            | —             | —  | —        | —        | —        |          |          |
| 2012–13     | Philadelphia Flyers      | NHL         | 46  | 4             | 11            | 15            | 10            | —             | —  | —        | —        | —        |          |          |
| 2013–14     | Philadelphia Flyers      | NHL         | 82  | 13            | 26            | 39            | 45            | 7             | 0  | 0        | 0        | 6        |          |          |
| 2014–15     | Philadelphia Flyers      | NHL         | 82  | 15            | 22            | 37            | 28            | —             | —  | —        | —        | —        |          |          |
| 2015–16     | Philadelphia Flyers      | NHL         | 63  | 11            | 28            | 39            | 30            | 1             | 0  | 0        | 0        | 0        |          |          |
| 2016–17     | Philadelphia Flyers      | NHL         | 66  | 14            | 20            | 34            | 33            | —             | —  | —        | —        | —        |          |          |
| 2017–18     | Philadelphia Flyers      | NHL         | 82  | 31            | 45            | 76            | 31            | 5             | 5  | 4        | 9        | 2        |          |          |
| 2018–19     | Philadelphia Flyers      | NHL         | 80  | 33            | 43            | 76            | 34            | —             | —  | —        | —        | —        |          |          |
| 2019–20     | Philadelphia Flyers      | NHL         | 69  | 22            | 37            | 59            | 30            | 15            | 2  | 7        | 9        | 16       |          |          |
| 2020–21     | Philadelphia Flyers      | NHL         | 45  | 18            | 23            | 41            | 8             | —             | —  | —        | —        | —        |          |          |
| 2021–22     | Philadelphia Flyers      | NHL         | 29  | 6             | 11            | 17            | 14            | —             | —  | —        | —        | —        |          |          |
| 2022–23     | Philadelphia Flyers      | NHL         | 0   | 0             | 0             | 0             | 0             | 0             | 0  | 0        | 0        | 0        |          |          |
| 2023–24     | Philadelphia Flyers      | NHL         | 74  | 11            | 27            | 38            | 29            | —             | —  | —        | —        | —        |          |          |
| 2024–25     | Philadelphia Flyers      | NHL         | 79  | 15            | 30            | 45            | 41            | —             | —  | —        | —        | —        |          |          |
| NHL celkově | NHL celkově              | NHL celkově | 874 | 206           | 337           | 543           | 347           | 39            | 10 | 12       | 22       | 26       |          |          |

### Reprezentační statistiky
| Rok                            | Tým                            | Soutěž                         | Z  | G | A | B  | TM |
| ------------------------------ | ------------------------------ | ------------------------------ | -- | - | - | -- | -- |
| 2009                           | Kanada 18                      | HGC                            | 4  | 2 | 2 | 4  | 2  |
| 2011                           | Kanada 20                      | MSJ                            | 7  | 2 | 1 | 3  | 0  |
| 2015                           | Kanada                         | MS                             | 10 | 3 | 3 | 6  | 2  |
| 2016                           | Kanada                         | SP                             | 3  | 0 | 0 | 0  | 0  |
| 2017                           | Kanada                         | MS                             | 8  | 1 | 1 | 2  | 2  |
| 2019                           | Kanada                         | MS                             | 10 | 1 | 3 | 4  | 0  |
| Juniorská reprezentace celkově | Juniorská reprezentace celkově | Juniorská reprezentace celkově | 11 | 4 | 3 | 7  | 2  |
| Seniorská reprezentace celkově | Seniorská reprezentace celkově | Seniorská reprezentace celkově | 31 | 5 | 7 | 12 | 4  |